# FC Shakhtar Donetsk
Câu lạc bộ bóng đá Shakhtar Donetsk (tiếng Ukraina: Футбольний клуб «Шахта́р» Донецьк [fʊdˈbɔlʲnɪj ˈklub ʃɐxˈtɑr doˈnɛtsʲk]) là một câu lạc bộ bóng đá chuyên nghiệp Ukraina đến từ thành phố Donetsk. Vào năm 2014, vì lý do chiến tranh ở thành phố quê nhà của họ, câu lạc bộ buộc phải chuyển tới Lviv và chơi bóng ở thành phố Kharkiv kể từ đầu năm 2017 trong khi có trụ sở văn phòng và trang thiết bị tập luyện ở Kyiv.
Shakhtar đã xuất hiện ở một số giải đấu châu Âu và thường tham dự UEFA Champions League. Họ trở thành câu lạc bộ đầu tiên của nước Ukraina độc lập vô địch Cúp UEFA vào năm 2009, năm cuối trước khi giải đấu được đổi tên thành Europa League.
Đội bóng đã thi đấu dưới những tên gọi sau: Stakhanovets (1936–46), Shakhtyor (Shakhtar) (1946–92), và FC Shakhtar (1992–nay).

## Các danh hiệu

### Liên Xô
- Giải vô địch bóng đá Liên Xô
  - Á quân: 1975, 1979
- Soviet Cup
  - Vô địch: 1961, 1962, 1980, 1983
  - Á quân: 1963, 1978, 1985, 1986
- Siêu cup Liên Xô
  - Thắng: 1983
  - Á quân: 1980, 1985

### Ukraina
- Giải bóng đá vô địch Ukraina
  - Vô địch (13): 2001-02, 2004-05, 2005-06, 2007-08, 2009-10, 2011, 2012, 2013, 2014, 2017, 2018, 2019, 2020
  - Á quân: 1993-94, 1996-97, 1997-98, 1998-99, 1999-2000, 2000-01, 2002-03, 2003-04, 2006-07, 2008-09, 2015, 2016
- Ukraina Cup
  - Vô địch (15): 1995, 1997, 2001, 2002, 2004, 2008, 2010, 2011, 2012, 2013, 2016, 2017, 2018, 2019, 2024, 2025
  - Á quân: 2003, 2005, 2007, 2009, 2014, 2015
- Ukraina Super Cup
  - Vô địch (8): 2005, 2008, 2010, 2012, 2013, 2014, 2015, 2017
  - Á quân: 2004, 2006, 2007, 2011, 2016, 2018, 2019

### châu Âu
- UEFA Cup
  - Vô địch: 2009
- Siêu cup châu Âu
  - Á quân: 2009

### Giải đấu giao hữu
- Channel One Cup
  - Vô địch: 2006
- La Manga Cup
  - Vô địch: 2007
- Uhrencup
  - Vô địch: 2009

## Các cầu thủ

### Đội hình đội một
Tính đến 4 tháng 9 năm 2024
Ghi chú: Quốc kỳ chỉ đội tuyển quốc gia được xác định rõ trong điều lệ tư cách FIFA. Các cầu thủ có thể giữ hơn một quốc tịch ngoài FIFA.
| Số | VT | Quốc gia     | Cầu thủ                            |
| -- | -- | ------------ | ---------------------------------- |
| 2  | TĐ | Burkina Faso | Lassina Traoré                     |
| 4  | HV | Croatia      | Bartol Franjić (mượn từ Wolfsburg) |
| 5  | HV | Ukraina      | Valeriy Bondar                     |
| 6  | TV | Ukraina      | Taras Stepanenko (đội trưởng)      |
| 7  | TĐ | Brasil       | Eguinaldo                          |
| 8  | TV | Ukraina      | Dmytro Kryskiv                     |
| 9  | TV | Ukraina      | Maryan Shved                       |
| 10 | TV | Ukraina      | Heorhiy Sudakov                    |
| 11 | TV | Ukraina      | Oleksandr Zubkov                   |
| 12 | TM | Ukraina      | Tymur Puzankov                     |
| 13 | HV | Brasil       | Pedro Henrique                     |
| 14 | TĐ | Ukraina      | Danylo Sikan                       |
| 16 | HV | Gruzia       | Irakli Azarovi                     |
| 17 | HV | Brasil       | Vinicius Tobias                    |
| 18 | HV | Tunisia      | Alaa Ghram                         |

| Số | VT | Quốc gia | Cầu thủ                     |
| -- | -- | -------- | --------------------------- |
| 20 | TV | Ukraina  | Anton Hlushchenko           |
| 21 | TV | Ukraina  | Artem Bondarenko            |
| 22 | HV | Ukraina  | Mykola Matviyenko (đội phó) |
| 24 | TV | Ukraina  | Viktor Tsukanov             |
| 26 | HV | Ukraina  | Yukhym Konoplya             |
| 29 | TV | Ukraina  | Yehor Nazaryna              |
| 30 | TV | Brasil   | Marlon Gomes                |
| 31 | TM | Ukraina  | Dmytro Riznyk               |
| 37 | TV | Brasil   | Kevin                       |
| 38 | TV | Brasil   | Pedrinho                    |
| 39 | TV | Brasil   | Newerton                    |
| 48 | TM | Ukraina  | Denys Tvardovskyi           |
| 72 | TM | Ukraina  | Kiril Fesyun                |
| 74 | HV | Ukraina  | Maryan Faryna               |